# Hender Robartes
Hender Robartes (novembre 1635 - 31 janvier 1688) est un homme politique anglais qui siège à la Chambre des communes de 1660 à 1687.

## Biographie
Il est le fils cadet de John Robartes (1er comte de Radnor) et de sa première épouse, Lucy Rich, deuxième fille de Robert Rich (2e comte de Warwick) . Il est le frère de Robert Robartes et Francis Robartes. Il fait ses études à la Felsted School à Essex et au Christ's College à Cambridge .
Il est un gentilhomme de la Chambre privée de 1661 à 1685 .
En 1660, il est élu député de Bodmin au Parlement de la Convention. Il est réélu en 1661 pour le Parlement cavalier et siège ensuite de manière continue jusqu'à sa mort en 1688. Contrairement à son père, qui joue un rôle majeur dans la vie publique, il semble avoir été un député complètement inactif .
Il est décédé célibataire à l'âge de 52 ans et est enterré à l'église St Hydroc de Lanhydrock.